# Eh, Eh (Nothing Else I Can Say)
Az Eh, Eh (Nothing Else I Can Say) Lady Gaga amerikai énekesnő The Fame című debütáló albumának egyik dala. Az album harmadik kislemezeként 2009 elején jelent meg Ausztráliában, Új-Zélandon és néhány európai országban, és negyedikként Franciaországban. Az Eh, Eh egy közepes tempójú ballada, amely arról szól, hogy valaki szakít régi barátjával, és újat próbál keresni. A dal többnyire negatív értékeléseket kapott a kritikusoktól, akik szerint az Eh, Eh „száraz és élettelen,” és megszakítja az album „rosszlányos világát”.
Ausztráliában és Új-Zélandon sem érte el a dal az előző kislemezek sikereit, előbbiben a 15., utóbbiban a 9. volt a legjobb helyezése a slágerlistákon. A legnagyobb sikert Svédországban könyvelhette el – a svéd kislemezlistán a második volt legjobb helyezése. A dal videója az 1950-es évek olasz-amerikaiak világába kalauzol minket, és Gagát többek között egy Vespa-robogót vezetve is láthatjuk benne. Az énekesnő mindkét turnéján előadta a dalt. A The Fame Ballon egy fekete-fehér egyrészes ruhát viselt közben, a The Monster Ballon pedig egy hatalmas giroszkópban énekelte a dalt.

## Háttér és kompozíció
A kislemez először Új-Zélandon jelent meg 2009. január 10-én, és nem sokkal később Ausztráliában 2009. január 30-án. Az Eh, Eh volt a második legjátszottabb dal az ausztrál rádiókban a 2008. december 15-ei héten. Először a Today Network rádióállomásai vették fel a dalt a játszási listáikra. 2009. január 15-én Lady Gaga hivatalos oldalán megerősítették, hogy a dal egy hivatalos ausztrál kislemez. Még ezen a napon a dal egy hivatalos remixváltozata is felkerült a honlapra. 2009. március 3-án egy újabb remixváltozat jelent meg egy teljesen új borítóval. 2009. március 5-től a Pet Shop Boys-zal készített remix ingyenesen letölthetővé vált Lady Gaga hivatalos ausztrál honlapján.
Az Eh, Eh a The Fame dance stílusú dalaival szemben egy lassú ballada. A szám a nyolcvanas évek szintipop dalaihoz hasonlatos, az „Eh, Eh” szöveget pedig Rihanna 2007-es Umbrella című kislemezéből kölcsönözhette. Gaga állítása szerint az Eh, Eh (Nothing Else I Can Say) a szerelemről szól, majd pedig hozzáfűzte: „Az Eh, Eh az én egyszerű kis popdalom, mely egy új párkapcsolat kereséséről, míg a régi szeretővel való szakításról szól.” A dal ütemmutatója 4/4, 94-es percenkénti leütésszámmal rendelkezik. Gaga hangterjedelme B3-tól C#5-ig terjed, és e-dúr hangnemben íródott. A dal az E–H–F♯m–E–H–F♯m akkordmenetet követi.

## Fogadtatás

Lady Gaga egy giroszkópban állva énekli az Eh, Eh-t The Monster Ball turnéján.

### Kritikai fogadtatás
Alexis Petridis a The Guardian-tól azt írta, az Eh, Eh-n a ’90-es évek europopjának hatása érződik, és erősen hasonlít az Ace of Base bizonyos számaira. Matthew Chisling, az AllMusic kritikusa negatívan értékelte a dalt, és ezt mondta: „Bár a The Fame-en találhatunk balladát is, a fesztelen tempójú Eh, Eh nem sok vizet zavar; sőt, száraznak és élettelennek hat, olyasvalami, ami visszahúzza az albumot.” Sal Cinquemani a Slant Magazine-tól azt írta, nehéz jót mondani egy dalról, amely „olyan számok közé lett betéve, mint a Poker Face és a Beautiful, Dirty, Rich.” Evan Sawdey a PopMatterstől azt mondta, a szám az album leginkább zavarba ejtő momentuma, amely tönkreteszi az album „rossz lányos világát.” Joey Guerra, a Houston Chronicle írója már pozitívabb véleménynek adott hangot, amikor azt mondta, Lady Gaga megmutatja énekesi képességét a dalban, és hozzáteszi: „ütős Spice Girls kislemez lehetett volna [a szám].”
Genevieve Koskinak a The A.V. Club-tól nem tetszett Gaga éneklése a dalban. Catherine P. Lewis a The Washington Posttól egy vidám balladának nevezte a számot. Christina Martin a The Meridian Star írója szerint az Eh, Eh a The Fame egy másik számával, a Summerboy-jal együtt „igazi lendületes popszám.” Matt Busekroos, a Quinnipiac Chronicle írója szerint a dal csak azért került rá a The Fame-re, hogy több szám legyen rajta.

### Kereskedelmi fogadtatás
Az Eh, Eh (Nothing Else I Can Say) a 38. helyen debütált az ausztrál kislemezlistán a magas digitális letöltéseknek köszönhetően 2009. január 18-án, és a 15. hely volt később a legjobbja, mellyel már a 3. kislemeze volt az énekesnőnek amely a legjobb 20-ba tudott kerülni Ausztráliában. Összesen 13 héten keresztül szerepelt a listán, miután az Australian Recording Industry Association (ARIA) szervezete aranylemez minősítést adott a dalnak a 35 000 eladott példány következtében. Új-Zélandon a 40. helyen nyitott 2009. január 19-én. Az ezt követő hetekben fokozatosan lépkedett előre az új-zélandi kislemezlistán egészen addig, míg végül elérte legjobbját, a 9. helyezést. Három héten át őrizte a 9. helyezését, és ezzel a dal zsinórban a 3. a legjobb 10-be kerülő kislemeze volt Lady Gagának. A Recording Industry Association of New Zealand szervezet megítélése alapján 2009. május 24-én aranylemez minősítést ért el a dal a 7500 eladott példány alapján.
Annak ellenére, hogy hivatalosan Kanadában nem jelent meg az Eh, Eh, mégis 2009. február 21-én a 68. pozícióban debütált a dal a kanadai kislemezlistán, a következő héten azonban ki is esett róla. 2009. április 2-án a svéd kislemezlistán is debütált a dal a 20. pozícióban, a legjobbja pedig a 2. hely volt. A dán kislemezlistán a 28. helyen nyitott 2009. május 15-én, legjobb eredményt pedig a 14. hely jelentette számára. Magyarországon az Eh, Eh a Mahasz rádiós listáin és a kislemezlistán sem szerepelt, azonban a közel 100 hazai lemezlovas heti playlistje alapján készülő Dance Top 40 listán a 22. helyig jutott, tehát számos klubban, diszkóban hallható volt a dal.

## Videóklip

Lady Gaga virágokból készült ruhában az Eh, Eh videójában.

Az 1950-es évek olasz Amerikája által inspirált videót Joseph Kahn rendezte. A forgatás a 2009. január 9-ével kezdődő hétvégén, Los Angelesben zajlott, és ekkor forgatták a LoveGame klipjét is. A videó Manhattan olasz stílusú boltjairól és éttermeiről ismert régiójának, Little Italy-nek világába vezet el minket. A videó egy utcaképpel indul, majd egy Madonnát és a kis Jézust ábrázoló ikont, illetve Lady Gagát láthatjuk, aki egy Vespa-robogón üldögél. Az ezután következő húsz másodpercben különféle embereket, Gagát és a városképet láthatjuk. Az első jellegzetes jelenet, amikor Gaga néhány barátjával egy étteremben van, beszélgetnek, nevetgélnek, és Gaga egy széken állva énekel. Ezután a barátaival sétára indulnak a városban. A következő jelentben Gagát ágyában láthatjuk, aki rózsaszín magassarkú cipőben fekszik, és épp ébredezik. Ezután táncolva-énekelve tésztát főz a barátjának, majd ruhát vasal, miközben a férfi valakivel telefonon beszélget. A Poker Face videójában szereplő dán dogok is megjelennek a házban. Gagát egy kanapén fekve is láthatjuk, ahogy lábait a férfi ölébe teszi. Az egyik utolsó jelenetben sárga virágokból álló ruhában énekel, és ruhájához passzoló sárga óra van a karján. Érdekes, tőle szokatlan feltupírozott, és hajlakkal lefújt frizurával láthatjuk ennél a résznél. A klip az ágyban fekvő Gaga képével zárul. Az énekesnő ezt mondta a videóról: „Meg akartam mutatni egy másik oldalamat – talán egy háziasabb oldalamat. És azt akartam, hogy gyönyörű, […] 50-es évekbeli […] legyen a látvány, amely beleégeti magát mindenki emlékezetébe.”

## Élő előadások

Lady Gaga egy a ruhájával egyező mintájú robogón énekli az Eh, Eh-t The Fame Ball turnéján.

Gaga a Cherrytree Records stúdiójában úgy adta elő a felvételt, hogy közben szájdobbal kísérték az éneklését. Ez az előadás aztán rákerült az énekesnő első középlemezére, a The Cherrytree Sessionsre. Gaga a Los Angeles-i The Wiltern színházban is elénekelte a dalt. The Fame Ball Tour nevű turnéján Gaga egy fehér, fekete villámokkal díszített ruhában énekelte a dalt. A Money Honey előadása után egy Vespa-robogón a színpadra tolták, és ekkor kezdte el énekelni az Eh, Eh-t. A robogón ugyanolyan mintázat volt, mint Gaga ruháján. Ez a kellék a dal videójára utalt vissza. Az előadást DJ Space Cowboy kísérte, aki a színpad egyik sarkában keverte a zenét. A refrén alatt Gaga közös éneklésre, és kezeikkel való hullámzó integetésre biztatta a közönséget. Jon Caramanicát, a The New York Times íróját nem nyűgözte le a dal előadása, a The Hollywood Reporter írójának viszont tetszett, hogy itt is, akárcsak a koncert többi részében, egyfajta misztikum lengte körbe Gagát az előadás alatt. Monster Ball turnéján Gaga fehér fény és mesterséges köd közepette, egy hatalmas giroszkópban leereszkedve énekelte a dalt. A giroszkópot a Haus of Gaga tervezte, és úgy nevezték, „The Orbit” („Keringési pálya”).

## Megjelenési forma és számlista
| - Ausztrál CD kislemez 1. Eh, Eh (Nothing Else I Can Say) (Album verzió) – 2:57 2. Poker Face (Space Cowboy Remix) – 4:56 - Francia CD kislemez 1. Eh, Eh (Nothing Else I Can Say) (Album verzió) – 2:56 2. Eh, Eh (Nothing Else I Can Say) (Pet Shop Boys Remix) – 2:49 3. Eh, Eh (Nothing Else I Can Say) (Random Soul Synthetic Mix) – 5:27 - iTunes Remix kislemez 1. Eh, Eh (Nothing Else I Can Say) (Random Soul Synthetic Mix) – 5:29 2. Eh, Eh (Nothing Else I Can Say) (Pet Shop Boys Remix) – 2:53 - Olasz iTunes letöltés 1. Eh, Eh (Nothing Else I Can Say) (Elektronikus zongora és beat box verzió) – 3:03 | - iTunes Remix EP 1. Eh, Eh (Nothing Else I Can Say) (Album verzió) – 2:57 2. Eh, Eh (Nothing Else I Can Say) (Pet Shop Boys Remix) – 2:53 3. Eh, Eh (Nothing Else I Can Say) (Bollywood Remix) – 3:29 4. Eh, Eh (Nothing Else I Can Say) (Frank Musik "Cut Snare Edit" Remix) – 3:50 5. Eh, Eh (Nothing Else I Can Say) (Elektronikus zongora és beat box verzió) – 3:05 6. Eh, Eh (Nothing Else I Can Say) (Mattafix Remix) – 3:21 7. Eh, Eh (Nothing Else I Can Say) (Random Soul Remix) – 5:29 8. Eh, Eh (Nothing Else I Can Say) (Pet Shop Boys Extended Remix) – 6:31 |

## Slágerlisták
| Slágerlista (2009)                 | Legjobb helyezés |
| ---------------------------------- | ---------------- |
| Ausztrál kislemezlista             | 15               |
| Belga Tip kislemezlista (Vallónia) | 60               |
| Cseh rádiós lista                  | 6                |
| Dán kislemezlista                  | 14               |
| Európai Hot 100 kislemezlista      | 40               |
| Francia kislemezlista              | 7                |
| Holland Top 40 kislemezlista       | 12               |
| Kanadai Hot 100 kislemezlista      | 68               |
| Magyar Dance Top 40 lista          | 22               |
| Svéd kislemezlista                 | 2                |
| Szlovák rádiós lista               | 67               |
| Új-Zélandi kislemezlista           | 9                |

| Év végi lista (2009)      | Helyezés |
| ------------------------- | -------- |
| Ausztrál kislemezlista    | 81       |
| Francia kislemezlista     | 66       |
| Magyar Dance Top 40 lista | 134      |
| Svéd kislemezlista        | 34       |

## Minősítések és eladási adatok
| Ország (Szervezet)      | Minősítés    | Minősítési érték/ Eladás | Alapul                |
| ----------------------- | ------------ | ------------------------ | --------------------- |
| Ausztrália (ARIA)       | Platinalemez | 70 000+                  | Eladásokon, streaming |
| Dánia (IFPI Denmark)    | Aranylemez   | 7500+                    | Szállításokon         |
| Egyesült Államok (RIAA) | Aranylemez   | 500 000+                 | Eladásokon, streaming |
| Svédország (GLF)        | Aranylemez   | 10 000+                  | Szállításokon         |
| Új-Zéland (RMNZ)        | Aranylemez   | 30 000+                  | Eladásokon            |

## Megjelenési dátumok
| Regió              | Dátum               | Formátum                        |
| ------------------ | ------------------- | ------------------------------- |
| Ausztrália         | 2008. december 13.  | Rádiós megjelenés               |
| Ausztrália         | 2009. január 30.    | CD kislemez, digitális letöltés |
| Új-Zéland          | 2009. január 10.    | Digitális letöltés              |
| Dánia              | 2009. március 3.    | Digitális letöltés              |
| Svédország         | 2009. március 16.   | Digitális letöltés              |
| Olaszország        | 2009. március 16.   | Digitális letöltés              |
| Egyesült Királyság | 2009. január 11.    | Digitális letöltés              |
| Franciaország      | 2009. szeptember 7. | CD kislemez                     |

## Közreműködők
- Dalszöveg – Lady Gaga, Martin Kierszenbaum
- Producer – Martin Kierszenbaum
- Hangmérnök – Tony Ugval
- Mix – Robert Orton

## Fordítás
- Ez a szócikk részben vagy egészben  az   Eh, Eh (Nothing Else I Can Say) című angol Wikipédia-szócikk fordításán alapul.  Az eredeti cikk szerkesztőit annak laptörténete sorolja fel. Ez a jelzés csupán a megfogalmazás eredetét és a szerzői jogokat jelzi, nem szolgál a cikkben szereplő információk forrásmegjelöléseként.